# Маякум
Маякум (каз. Маяқұм) — село в Отырарском районе Туркестанской области Казахстана. Административный центр Маякумского сельского округа. Находится примерно в 27 км к западу от районного центра, села Шаульдер. Код КАТО — 514845100.

## Население
В 1999 году население села составляло 2626 человек (1342 мужчины и 1284 женщины). По данным переписи 2009 года, в селе проживало 2965 человек (1509 мужчин и 1456 женщин).

## Известные жители и уроженцы
- Карамолдаев, Мнайдар (1910 — ?) — Герой Социалистического Труда.